# Lichtenštejnsko-švýcarská státní hranice

Lichtenštejnsko, knížectví vklíněné mezi Švýcarsko a Rakousko

Hranice mezi Lichtenštejnskem a Švýcarskem odděluje dva vnitrozemské alpské státy ve střední Evropě. Historie společné hranice mezi oběma zeměmi sahá až do roku 1719, kdy došlo ke spojení Horní a Dolní země (hrabství Vaduz a panství Schellenberg). Hranice se stala mezinárodní v roce 1806, kdy se knížectví stalo suverénním státem.

## Popis
Hranice se Švýcarskou konfederací se táhne po celé délce západní části Lichtenštejnska a kantonem St. Gallen. Začíná na východě, na styku s hranicí mezi Rakouskem a Lichtenštejnskem, v pohoří Rätikon, poté pokračuje východo-západním směrem, prochází nejvyšším bodem Lichtenštejnska, Grauspitz, a pak se svažuje k údolí Rýna. Pokračuje dále podél toku řeky, která teče ve směru jih-sever k dalšímu trojmezí Rakousko–Lichtenštejnsko–Švýcarsko.

## Hraniční kontroly
Lichtenštejnsko se v roce 1923 připojilo k celní oblasti Švýcarska. Hraniční kontrolu zajišťuje švýcarskou pohraniční stráží, která je zodpovědná za sledování hranic mezi Rakouskem a Lichtenštejnskem. Mezi Švýcarskem a Lichtenštejnskem proto neexistuje žádná kontrola.

## Historie

### Incidenty švýcarské armády
- 14. října 1968 pět švýcarských dělostřeleckých granátů náhodně zasáhlo Malbun, což je jediné lyžařské středisko v Lichtenštejnsku. Zaznamenaná škoda byla pouze několik židlí venkovní restaurace.

- 26. srpna 1976, těsně před půlnocí, 75 příslušníků švýcarské milice s několika služebními koňmi špatně odbočilo a omylem skončili 500 metrů v Lichtenštejnsku v okrese Iradug v Balzers. Místní obyvatelé jim nabídli nápoje.

- 5. prosince 1985, během dělostřeleckého cvičení švýcarské armády, světelné granáty náhodně způsobily požár v lese poblíž pevnosti St. Luzisteig. Silný vítr rozdmýchal plameny, které se rychle dostaly do lesa na území Graubündenu ve Švýcarsku, který náleží k lichtenštejnské obci Balzers. Požár, který se podařilo dostat pod kontrolu následující den, spálil ve Švýcarsku asi 120 ha lesa a Konfederace odškodnila coby vlastníka obec Balzers.

- 13. října 1992, na základě písemných rozkazů, rekruti švýcarské armády nevědomky překročili hranici u Triesenbergu, aby zde postavili pozorovací stanoviště. Švýcarští velitelé přehlédli, že se již nenacházejí na švýcarském území. Švýcarsko se Lichtenštejnsku za incident omluvilo.

- V březnu 2007, při nočním pochodu za špatného počasí poblíž obce Fläsch v Graubündenu, vstoupila skupina 170 švýcarských rekrutů na území Lichtenštejnska. Jednalo se o nedopatření a Konfederace informovala knížectví. Incident neměl žádné diplomatické důsledky.,

## Hraniční vrcholy
- Mittlerspitz, 1 899 m n. m., Maienfeld (Graubünden) - Triesen a Balzers
- Rotspitz, 2 127 m n. m., Maienfeld (Graubünden) - Triesen
- Mazorakopf(en) /Falknihorn, 2 451,5 m n. m., Fläsch a Maienfeld (Graubünden) - Triesen
- Grauspitz, 2 599 m n. m., Fläsch (Graubünden) – Triesen
- Naafkopf, 2 570 m n. m., trojmezí international, Maienfeld (Graubünden) CH - Schaan FL - Nenzing (Voralbersko) A

## Hraniční přechody

### Pohraniční obce a silniční přechody
| Š V Ý C A R S K O | Š V Ý C A R S K O | Š V Ý C A R S K O | Š V Ý C A R S K O  | Š V Ý C A R S K O | L I C H T E N Š T E J N S K O | L I C H T E N Š T E J N S K O | L I C H T E N Š T E J N S K O | L I C H T E N Š T E J N S K O |
| Kanton            | obec              | hranice           |                    | hranice           | obec                          | volební obvod                 |                               | obrázek                       |
| ----------------- | ----------------- | ----------------- | ------------------ | ----------------- | ----------------------------- | ----------------------------- | ----------------------------- | ----------------------------- |
| Rakousko          |                   |                   |                    |                   |                               |                               |                               |                               |
| Saint-Gall        | Altstätten        |                   | R ý n              |                   | Ruggell                       | Unterland                     |                               |                               |
| Saint-Gall        | Sennwald          | Hofstrasse        | R ý n              | Rheinstrasse      | Ruggell                       | Unterland                     |                               |                               |
| Saint-Gall        | Sennwald          | Rheinstrasse      | R ý n              | Eschner strasse   | Gamprin                       | Unterland                     |                               |                               |
| Saint-Gall        | Sennwald          | Eschen            | R ý n              |                   |                               | Unterland                     |                               |                               |
| Saint-Gall        | Buchs             |                   | R ý n              |                   |                               | Unterland                     |                               |                               |
| Saint-Gall        | Rheinstrasse      | Zollstrasse       | R ý n              | Schaan            | Oberland                      |                               |                               |                               |
| Saint-Gall        |                   | Vaduz             | R ý n              |                   | Oberland                      |                               |                               |                               |
| Saint-Gall        | Sevelen           | Rheinstrasse      | R ý n              | Zollstrasse       | Oberland                      |                               |                               |                               |
| Saint-Gall        | Sevelen           | Triesen           | R ý n              |                   | Oberland                      |                               |                               |                               |
| Saint-Gall        | Wartau            |                   | R ý n              |                   | Oberland                      |                               |                               |                               |
| Saint-Gall        | Staatsstrasse     | Gagoz             | R ý n              | Balzers           | Oberland                      |                               |                               |                               |
| Saint-Gall        | Sargans           |                   | R ý n              | Balzers           | Oberland                      |                               |                               |                               |
| Saint-Gall        | A l p y           |                   |                    | Balzers           | Oberland                      |                               |                               |                               |
| Grisons           | Fläsch            | Steigstrasse      | Neue Churerstrasse | Balzers           | Oberland                      |                               |                               |                               |
| Grisons           | Maienfeld         |                   |                    | Balzers           | Oberland                      |                               |                               |                               |
| Grisons           |                   | Triesen           |                    |                   | Oberland                      |                               |                               |                               |
| Grisons           | Fläsch            |                   |                    |                   | Oberland                      |                               |                               |                               |
| Grisons           | Maienfeld         |                   |                    |                   | Oberland                      |                               |                               |                               |
| Grisons           |                   | Schaan            |                    |                   | Oberland                      |                               |                               |                               |
| Rakousko          |                   |                   |                    |                   |                               |                               |                               |                               |

### Železniční hraniční přechody
| Obrázek | místo      | železniční trať ve Švýcarsku    | lokalita ve Švýcarsku | švýcarský kanton | železniční trať v Lichtenštejnsku | lokalita v Lichtenštejnsku | poznámky |
| ------- | ---------- | ------------------------------- | --------------------- | ---------------- | --------------------------------- | -------------------------- | -------- |
|         | Alpský Rýn | Železniční trať Feldkirch-Buchs | Buchs                 | Gallen           | Železniční trať Feldkirch-Buchs   | Schaan                     |          |

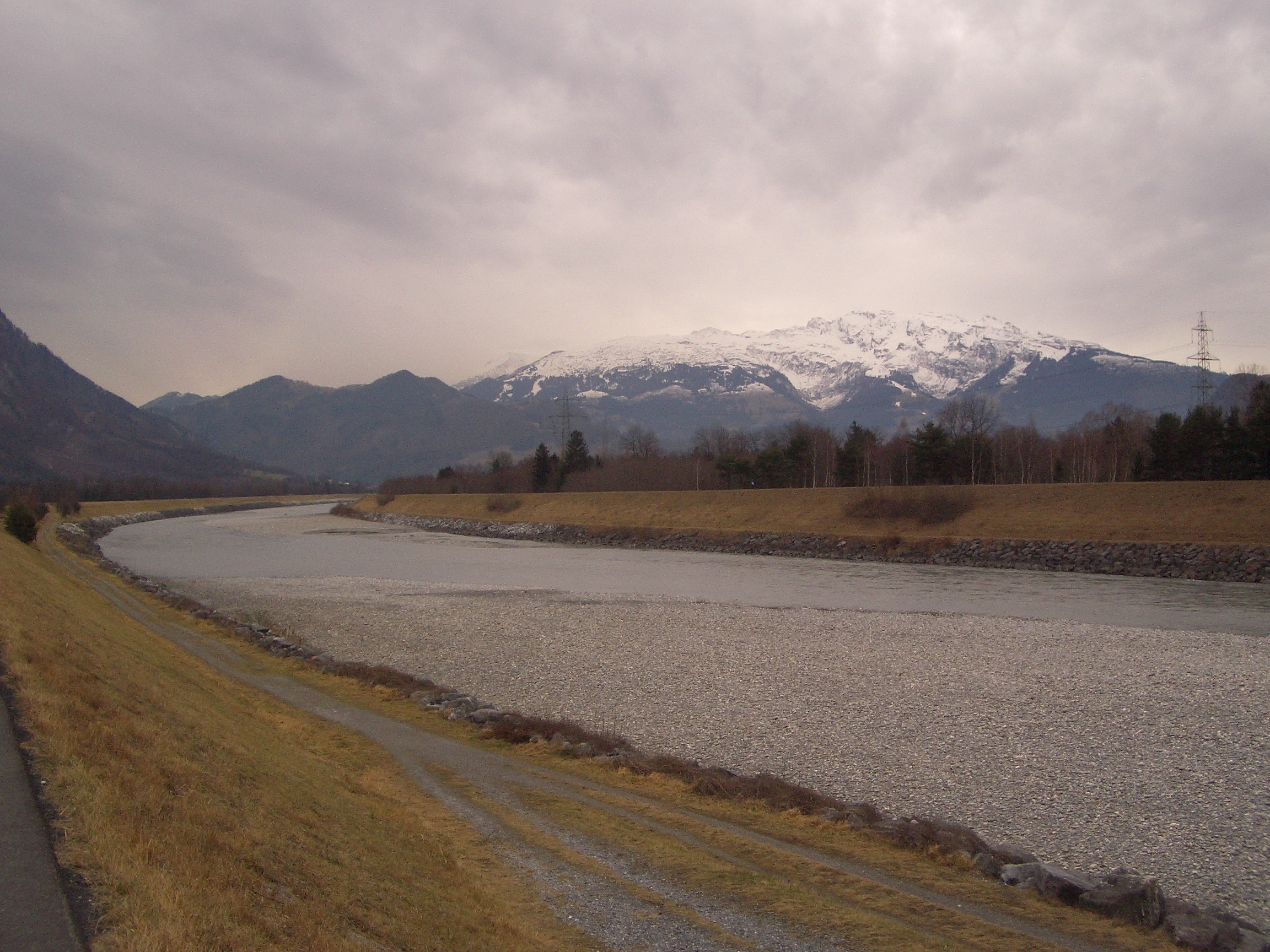
Rýn vymezuje většinu hranice.
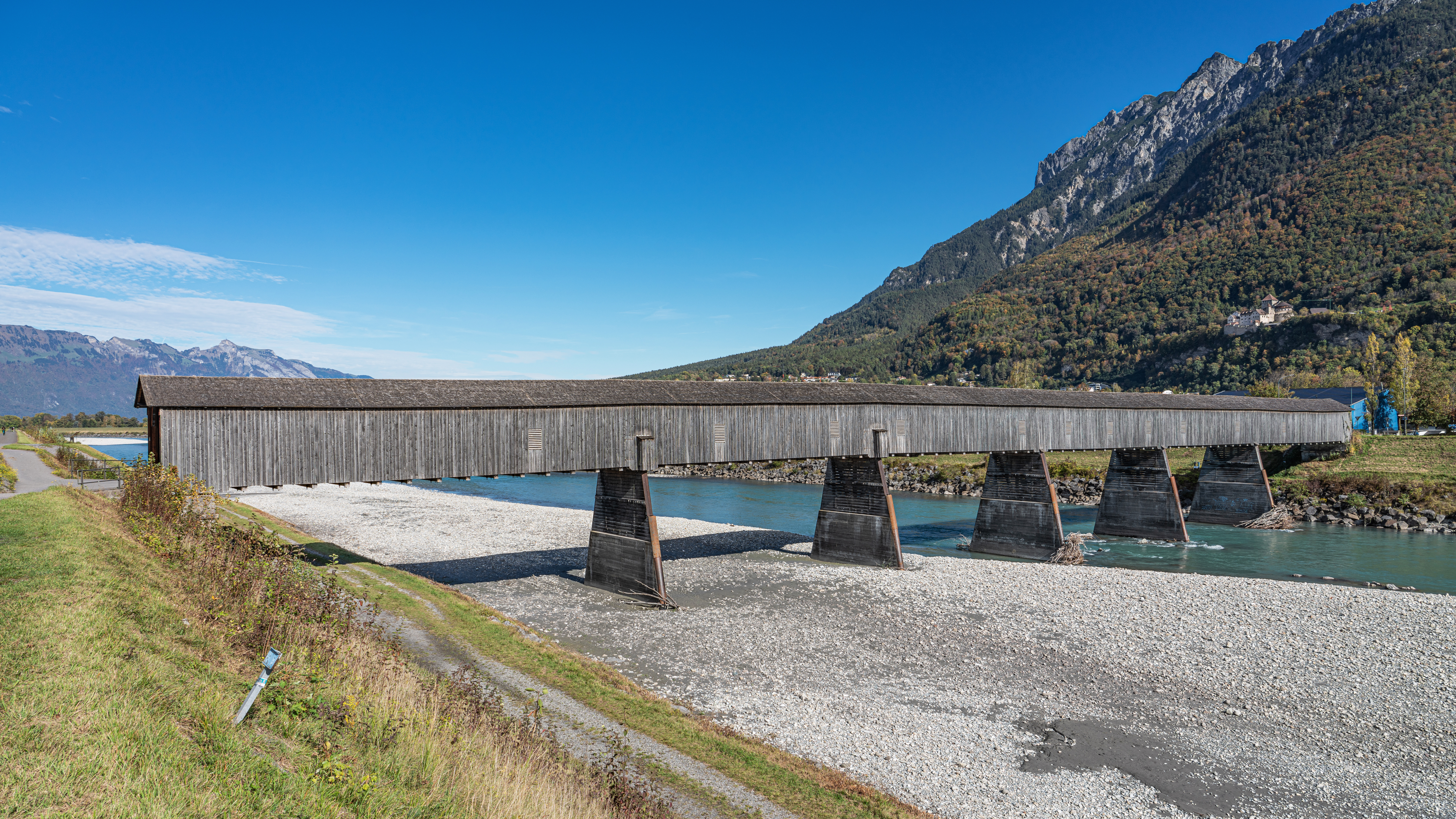
Alte Rheinbrücke, most přes Rýn mezi Sevelen a Vaduz.
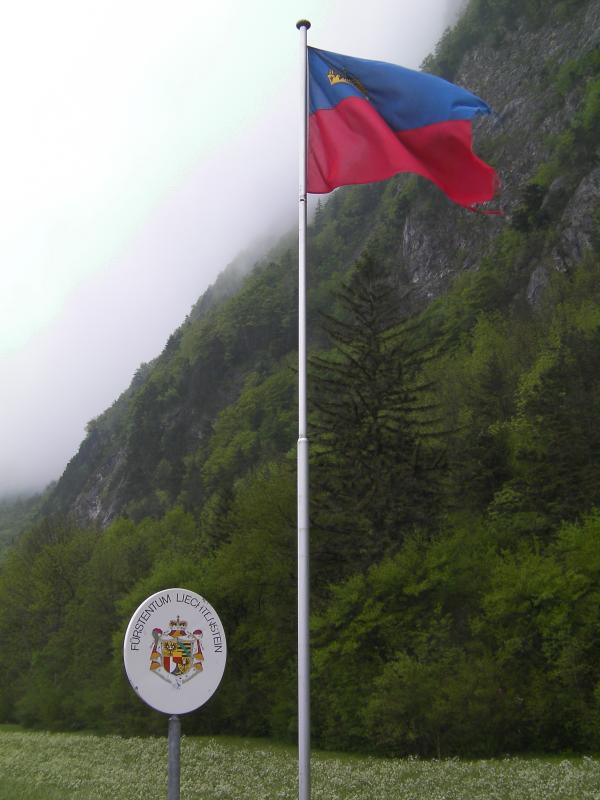
Vstup do Lichtenštejnska ze Švýcarska přes průsmyk Saint-Luzisteig.